# Cornufer papuensis
Espèce
Synonymes
- Platymantis corrugata var. papuensis Meyer, 1875 "1874"
- Platymantis papuensis Meyer, 1875
- Cornufer corrugatus rubristriatus Barbour, 1908
- Cornufer moszkowskii Vogt, 1912
- Platymantis papuensis occidentalis Menzies, 1982

Statut de conservation UICN

 LC  : Préoccupation mineure
Cornufer papuensis est une espèce d'amphibiens de la famille des Ceratobatrachidae.

## Répartition
Cette espèce se rencontre du niveau de la mer à 1 200 m d'altitude :
- en Papouasie-Nouvelle-Guinée en Nouvelle-Guinée, dans l'archipel d'Entrecasteaux, les îles Trobriand et en Nouvelle-Irlande ;
- en Indonésie en Nouvelle-Guinée occidentale et dans les Moluques.

## Description
Cornufer papuensis mesure jusqu'à 46 mm pour les mâles et jusqu'à 64 mm pour les femelles.

## Étymologie
Son nom d'espèce, composé de papu[a] et du suffixe latin -ensis, « qui vit dans, qui habite », lui a été donné en référence au lieu de sa découverte, l'île de Biak dans la province de Papouasie (Papua en indonésien et en anglais).

## Publication originale
- Meyer, 1875 "1874" : Übersicht der von mir auf Neu-Guinea und den Inseln Jobi, Mysore und Mafoor im Jahre 1873 gesammelten Amphibien. Monatsberichte der Königlich Preussischen Akademie der Wissenschaften zu Berlin, vol. 1874, p. 128-140 (texte intégral).